# Satrapie de Cilicie
Pour un article plus général, voir Cilicie.
Ne doit pas être confondu avec Cilicie (Troade).
Sauf précision contraire, les dates de cet article sont sous-entendues « avant l'ère commune » (AEC), c'est-à-dire « avant Jésus-Christ ».
550 av. J.-C. – 333 av. J.-C.
Entités précédentes :
- Empire achéménide

Entités suivantes :
- Empire séleucide
- Empire Lagide

Empire achéménide

La satrapie de Cilicie était une satrapie de l’Empire achéménide, puis du royaume macédonien d’Alexandre III et de ses successeurs, située sur le territoire de la Cilicie, en actuelle Turquie.

## Géographie
La Cilicie est une satrapie se situant au sud de l'Asie Mineure. Elle est entourée au nord et à l’est par les chaînes montagneuses du Taurus et de l’Amanus, à l’ouest par la région de la Pamphylie, et au sud par la mer Méditerranée. Faisant approximativement 40 000 km2, ce territoire est composé de plusieurs régions : la Cilicie Trachée, le Taurus cilicien et la plaine cilicienne,.

### Cilicie Trachée
À l’ouest, la Cilicie Trachée est une zone montagneuse. Cette région ne communique presque pas avec le reste de la région, et comporte peu de villes importantes. La côte comporte cependant de nombreux ports. 
On peut citer parmi les cités grecques de cette région.
- Hamaxia, petite colonie grecque qui semble avoir acquis le statut de cité au début du IIIe siècle[3].
- Corycos ou Korykos, port fortifié, place forte des Séleucides dans la région[4].
- Laértès, ville fortifiée à l'est de Syedra[5].
- Sélinus, cité grecque à l'extrême ouest de la région, fondée à la fin du VIIe siècle[4].
- Arsinoé de Cilicie, port fondé par les Lagides dans le courant du IIIe siècle[6].
- Célenderis, petite ville de Cilicie Trachée dotée d'un port, colonie de Samos fondée par des phéniciens[7].

### Monts du Taurus
Le Taurus cilicien est délimité par le fleuve Lamos. Cette région montagneuse, comportant de hauts sommets s’étend sur environ 300 kilomètres de long et 50 kilomètres de large. Bien qu’escarpée, c’est une région qui se franchit alors aisément du fait de vallées creusées par les fleuves de la région de la Cappadoce s’écoulant vers la Méditerranée. Un des principaux points d'accès à la Cilicie, se situe à la frontière avec la Cappadoce, il s'agit des Pyles Ciliciennes. C'est une région peu peuplée, et qui vit surtout du pastoralisme.

### Cilicie Plane
Le troisième espace est certainement le plus important de la satrapie. La plaine de Cilicie est marquée par la jonction de deux fleuves, le Saros (Seyhan actuel) et le Pyrame (Ceyhan actuel). Du fait de la protection des massifs montagneux au nord, cet espace bénéficie d’un vent du sud entraînant un climat et une flore méditerranéenne. C’est donc une région relativement fertile. La Cilicie Plane comporte également des villes relativement importantes.
- Il y a tout d'abord Tarse, l’une des villes ayant été capitale de la satrapie durant l’époque Achéménide[8],. La ville est traversée par le fleuve Cydnus[9].
- Issos, ville importante se situant à l’est de la région, qui est connue pour avoir été le lieu d’une des batailles d’Alexandre le Grand dans ses conquêtes sur l’Empire Perse.
- Anazarbe, une forteresse importante au nord d'Issos dans les monts du Taurus, où Eumène de Cardia y entreposa son trésor[5].
- Soles, cité grecque fondé par des colons de l'île de Rhodes[10].
- Nagidos (en), est une colonie grecque appartenant à Samos, elle se situe non loin de la frontière avec la Pamphylie[11].
- Syedra, ville fondée au VIIe siècle qui surplombe un port 400 mètres plus bas [4].
- Olba, se situerait en montagne, et surplomberait Soles. Elle est réputée pour son temple à Zeus[12].
- Cyinda est très importante car c'est dans cette cité qu'est gardé une partie du trésor des Achéménides, puis d'Alexandre le Grand, dans la forteresse de la ville. Elle joue donc un rôle important dans la lutte pour le pouvoir des diadoques[13].

La Cilicie est une satrapie qui comporte des avantages pour l'établissement de population à cette époque : c'est une région fertile qui possède des étendues boisées très recherchées pour la construction, notamment de navires. La Cilicie est un véritable atout pour la mise en place d’une flotte maritime grâce à son accès à la mer et ses frontières naturelles. De plus les mines dans le massif du Taurus représentent un réel avantage car durant l’Antiquité, le fer cilicien était prisé jusqu’à Babylone au VIIe et VIe siècles av. J.-C..

## Histoire

### Ethnographie et historique avant Alexandre
Après la conquête menée par le roi perse Cyrus le Grand dans les années 550, la Cilicie est devenue perse. C'est une région qui a connu dans l'Antiquité des influences culturelles et politiques diverses. Ainsi, dans son histoire la plus ancienne, la Cilicie a dans un premier temps connu un peuplement asianique, louvite et hourrite . À celui-ci s'ajoute une importante influence sémitique et hittite que les sources de l'époque achéménide ont mise en avant. Ces diverses influences se retrouvent d'une part dans la langue utilisée par les Achéménides avec l'usage de l'araméen, mais aussi dans les sphères politiques et religieuses. La Cilicie a également entretenu des rapports importants avec Chypre et le monde égéen qui ont eux aussi influencé l'organisation de la région.
L'étude ethnographique témoigne quant à elle de la présence de populations grecques, au temps de l'empire achéménide. Cependant, cette présence n'aurait pas impliqué une conquête grecque dans la région car même si l'idée d'une colonisation grecque ayant eu lieu au IIe millénaire s'est développée, elle a été par la suite remise en cause. Ainsi la Cilicie, n'est pas un haut lieu de la civilisation grecque et jusqu'à la conquête d'Alexandre elle est dominée par la culture perse. Les Grecs en avaient une vision assez péjorative car la Cilicie était vue comme une région marginale. Cela a d'ailleurs conduit à l'adjectif grec « soloikizein » désignant une personne qui a un accent impropre et qui renvoie à la cité de Soloi.
En tant que satrapie de l'empire achéménide, la Cilicie a joué un rôle important avec son statut de base navale. C'est au sud et sud-est de Tarse qu'ont été retrouvées les preuves de ce statut avec la présence d'infrastructures militaires. Ainsi, la Cilicie a joué un rôle central dans les expéditions militaires menées par l'empire perse. À ce titre, Diodore fait référence à une flotte de 300 navires armée en Cilicie par les généraux perses. En prenant en compte ce statut naval, une hypothèse a émergé selon laquelle les Achéménides auraient instauré une circonscription administrative entre la Cilicie, Chypre et la Phénicie qui avait des liens avec la marine perse dans le but justement de favoriser et d'élargir le développement de celle-ci.
Du temps de la domination achéménide en Cilicie, les Rois avaient rompu avec la division politique entre d'une part la Cilicie Trachée et d'autre part la Cilicie Plane. Cette nouvelle organisation politique s'est traduite par la création en Cilicie d'une satrapie. Néanmoins, sur la question du satrape les sources nous montrent que contrairement à ce qu'on pourrait penser Cyrus n'a pas mis en place un satrape perse. Il aurait préféré s'allier avec les élites locales en faisant du roi local, un subordonné du Grand Roi.

« Les rois du pays lui donnèrent satisfaction ; il percevait simplement un tribut et, chaque fois qu'il avait besoin d'une expédition, il les requérait. »

— Xénophon , Cyropédie (7.4.2)
Xénopohon nous montre donc que l'idée était avantageuse des deux côtés car d'une part Cyrus n'avait pas à reconstruire tout une nouvelle administration et les rois ciliciens pouvaient garder leur position. De plus le roi présent en Cilicie devait payer un tribut à Cyrus qui pouvait également faire appel à lui en cas d'expéditions militaires. Ce système ne serait pas qu'une exception à la Cilicie et aurait aussi concerné Chypre. Néanmoins, d'après Hérodote ce n'est qu'à partir de Darius que chaque satrapies devaient verser un tribut.

« Sous le règne de Cyrus, et même sous celui de Cambyse, il n'y avait rien de réglé concernant les tributs; on donnait seulement au roi un don gratuit. Ces impôts, et autres pareils établissements, font dire aux Perses que Darius était un marchand, Cambyse un maître, et Cyrus un père : le premier, parce qu'il faisait argent de tout ; le deuxième, parce qu'il était dur et négligent ; et le troisième enfin, parce qu'il était doux, et qu'il avait fait à ses sujets le plus de bien qu'il avait pu. »

— Hérodote, Histoire (3.89)
Hérodote parle aussi d'un dynaste local, en Cilicie, prénommé "Syennésis", nom qui aurait été porté par plusieurs princes de la satrapie  et renforce donc l'idée que la Cilicie avait un statut particulier dans l'administration de l'empire achéménide.

### Conquête d'Alexandre
Alexandre après la victoire du Granique, au printemps 334, qui l'oppose pour la première fois aux troupes perses, se dirige vers Milet en mai, et la délivre en juillet après des petites escarmouches du tyran grec à la solde des Perses, Hégésirate. Après avoir conquis la Mysie, et la Lydie, son armée se dirige vers la Carie, et la ville d'Halicarnasse, et après des longs mois de siège, il s'en empare à l'automne 334. Ensuite Alexandre s'oriente plus au nord, il s'empare sans trop de difficulté de la Phrygie, et sa capitale Gordion, lieu du mythique épisode du nœud gordien.

« .La guerre commença par la défaite de ses satrapes sur le Granique ; il perd l'Ionie, l'Éolie, les deux Phrygies, la Lydie et la Carie, à l'exception d'Halicarnasse qui lui fut bientôt enlevée, ainsi que toutes les côtes maritimes jusqu'à la Cilicie. »

— Arrien, Anabase (3.7)

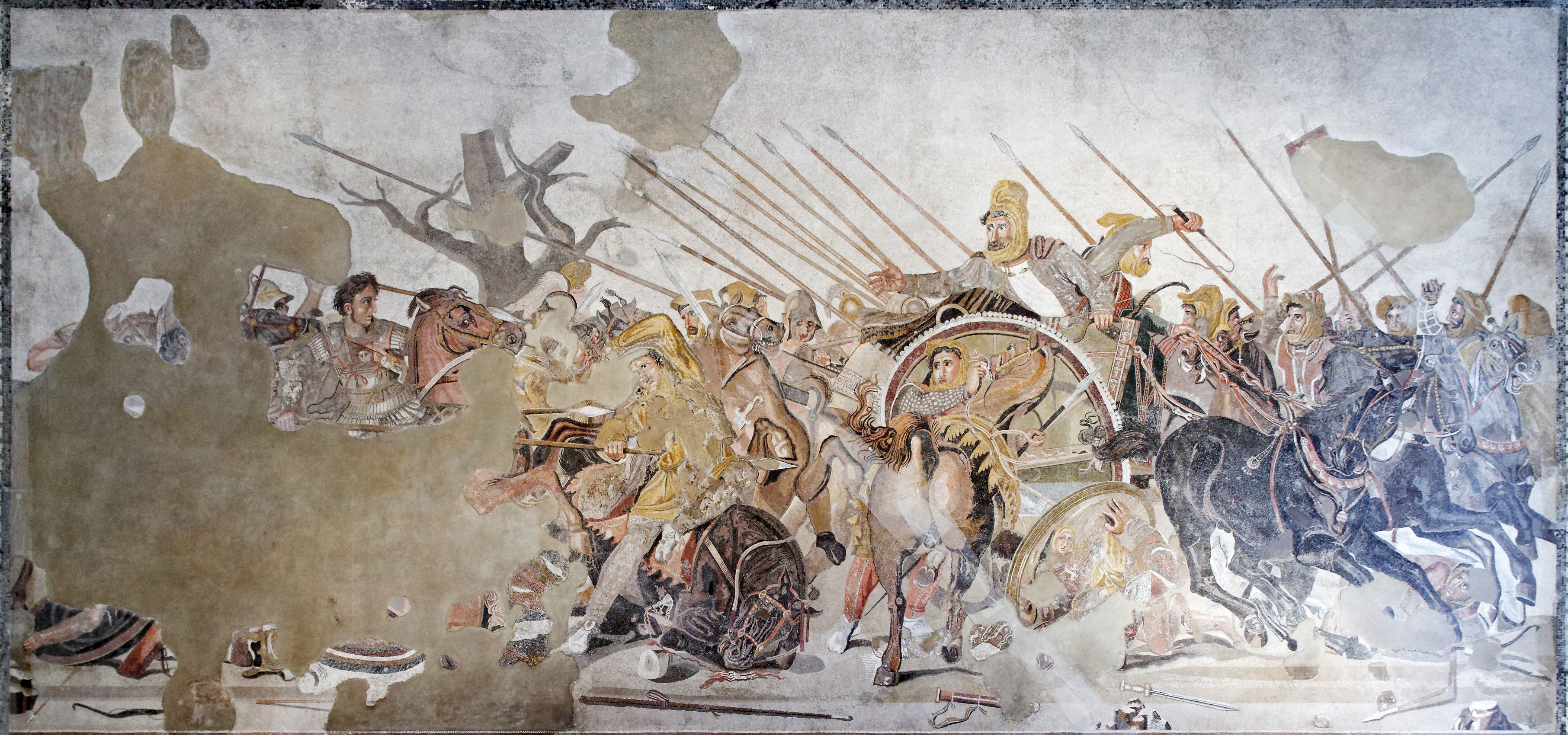
Alexandre face à Darius lors de la bataille Issos, Mosaïque d'Alexandre, maison du Faune à Pompeï, musée archéologique de Naples.

Son armée prend en 333 la direction de la Cilicie et des pyles ciliciennes. Alexandre y laisse Parménion, un de ses généraux les plus expérimentés à la tête de l'infanterie pour défendre ce point stratégique. Alexandre franchit le passage et se rend à Tarse, ville que le satrape Arsamès voulait incendier, mais Alexandre l'en empêche. Arsamès a été nommé satrape par Darius III en remplacement de Mazaïos, ce dernier n'ayant pas réussi à freiner la progression macédonienne. Cependant Arsamès n'a pas davantage réussi que son prédécesseur et c'est sans difficulté qu'Alexandre le Grand franchit les portes de Cilicie. 
Alexandre se rend vers Anchialon, puis vers Soles, colonie grecque, où il installe une garnison, condamne la ville à une amende de deux cents talents, et établit une démocratie. Il s'attarde en Cilicie pour des raisons religieuses, devant faire des jeux et des sacrifices en l'honneur des dieux, ce qui laisse du temps à Darius, pour se reconstituer une armée. Il doit aussi aller combattre des rebelles dans les monts du Taurus.
Début novembre 333, Alexandre affronte  une seconde fois l'armée perse, durant la bataille d'Issos. L'armée perse, est dirigée personnellement par Darius III, roi de la dynastie des achéménides. Malgré la supériorité numérique perse, les Macédoniens l'emporte, et mettent en fuite Darius.

C'est donc à cette date que la Cilicie, satrapie perse passe sous le contrôle macédonien. Elle est confiée à un proche du roi, Balacre,. 

« Il désigna comme satrape de Cilicie Balacre, Balacre, fils de Nicanor qui était un des gardes du corps de la Garde Royale. »

— Arrien, Anabase, Livre II, 12, 2

### Administration sous Alexandre

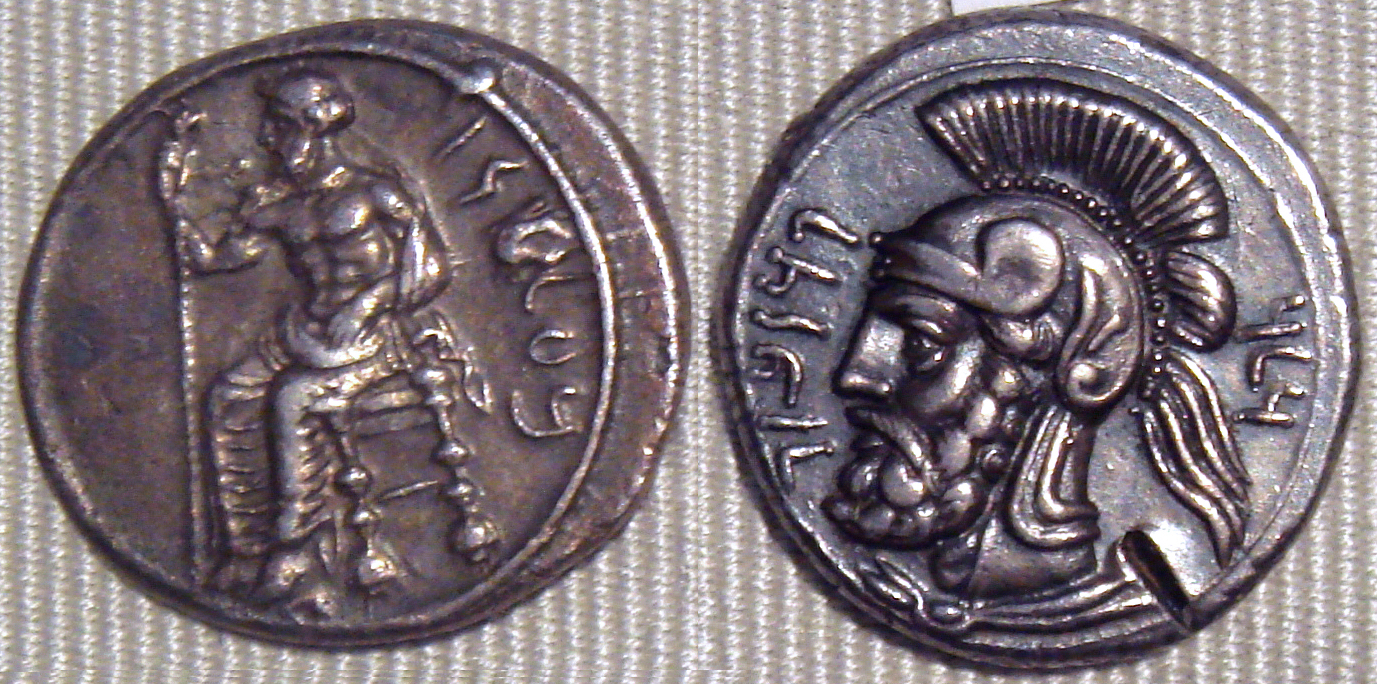
Une monnaie satrapique ou « statère ») d'argent frappé à Tarse, de Pharnabaze, satrape de Cilicie, c. 380-375 av. J.-C. Droit : le dieu Baal assis sur un trône ; revers : tête barbue et casquée ; légende en araméen. Conservé au Cabinet des médailles de la Bibliothèque nationale de France.

Grâce au trésor issu de la conquête de Suse, les mercenaires affluent pour s'engager, dans le même temps Alexandre reçoit de nombreux renforts. Il nomme alors Ménès de Pella administrateur des côtes de Cilicie, Syrie, Phénicie, (le poste exact de Ménès de Pella est discuté pour certains auteurs antiques, il est nommé satrape en remplacement de Balacre,) ; il doit gérer, par Tarse et les ports phéniciens, le transport des convois d'argent, de matériel, d'hommes, qui vont vers les Hautes satrapies ou qui en descendent. Ce poste lui permet de gérer la majeure partie du commerce et des liens avec Alexandre, il obtient ainsi un pouvoir et une influence forte. Cela a pour conséquence de lui donner la supériorité dans cette zone, Balacre devenant son subordonné.
Alexandre se sert de Tarse pour frapper la monnaie, en réalité il ne fait que réutiliser les ateliers de l'empire achéménide. Tarse connait un taux de monnayage très fort car la majorité du trafic entre l'Europe et l'Asie passe par la Cilicie et la Phénicie.
Concernant l'organisation financière, Alexandre crée une circonscription comprenant la Cilicie, la Syrie, la Phénicie, Chypre ; avec à sa tête Koiranos de Beroia qui depuis Tarse devait collecter le tribut (il n'est pas soumis à l'autorité des satrapes), qu'il envoyait par la suite à Babylone vers Harpale.
En 325, Balacre frappe quelques monnaies à son nom, suivant l'idée d'Harpale qui voulait se concevoir un royaume allant de la Phénicie à la Cilicie. Harpale qui avait fui Babylone avec une partie du trésor royal fuit vers Tarse. En 324, les montagnards du Taurus se soulèvent. Balacre est tué par les Pisidiens en 324. Harpale profite de sa mort pour mettre en place un royaume éphémère en Cilicie et Syrie du nord au début de l'année 324. Il s'enfuit ensuite pour la Grèce égéenne et est remplacé par Philotas la même année .

### Administration sous les Diadoques

Partage de Babylone en 323 et répartition des satrapies.

À la mort d'Alexandre, en juin 323. L'empire est divisé entre les principaux Diadoques, (successeurs en grec) qui étaient les généraux, et amis d'Alexandre le Grand, terme qui apparaît pour la première fois sous Hiéronyomos de Cardia, dans son ouvrage L'Histoire des Diadoques.
Philotas compagnon d'Alexandre depuis le début de l'Anabase, est confirmé dans son rôle de satrape de Cilicie, lors des accords de Babylone en 323,.

« On assigna la Cilicie à Philotas. »

— Quinte-Curce, Livre X, chapitre X
En 321, avec les accords de Triparadisos, principalement conclus par Antipater et Antigone le Borgne, Philotas perd la Cilicie au profit de Philoxène,.
La nomination d'Eumène de Cardia en tant que stratège de toute l'Asie, en 318, semble mettre fin aux pouvoirs des satrapes, étant donné qu'Eumène obtient toutes les compétences et les pouvoirs sur cette région. Ces pouvoirs lui sont accordés par les rois, par le biais d'une lettre de leur épimélète et stratège d'Asie, Polyperchon ; l'objectif est de lutter contre Antigone en Asie. Pour lutter, Eumène doit se rendre en Cilicie où il doit recevoir tout l'argent nécessaire pour mener la guerre de la part des trésoriers et du satrape de Cilicie. En plus de cela, les trois mille « Boucliers d'argent » macédoniens (il s'agit d'un corps d'infanterie d'élites créé par Philippe II : les Hypastpistes, très attachés à la monarchie argéade), installés en Cilice doivent le servir.
Eumène de Cardia est tué par Antigone le Borgne, en 316. Celui ci récupère la charge d'Eumène est prend le contrôle de l'Asie Mineure et de la Mésopotamie,.
En 310, Antigone installe des garnisons dans la satrapie de Cilicie. Ptolémée considérant qu'il a rompu la paix de 311 qui proclamait de plus la liberté des cités grecques. Le fils d'Antigone, Démétrios Poliorcète est chargé de défendre la satrapie contre le gouverneur de l'Égypte, dont il triomphe.

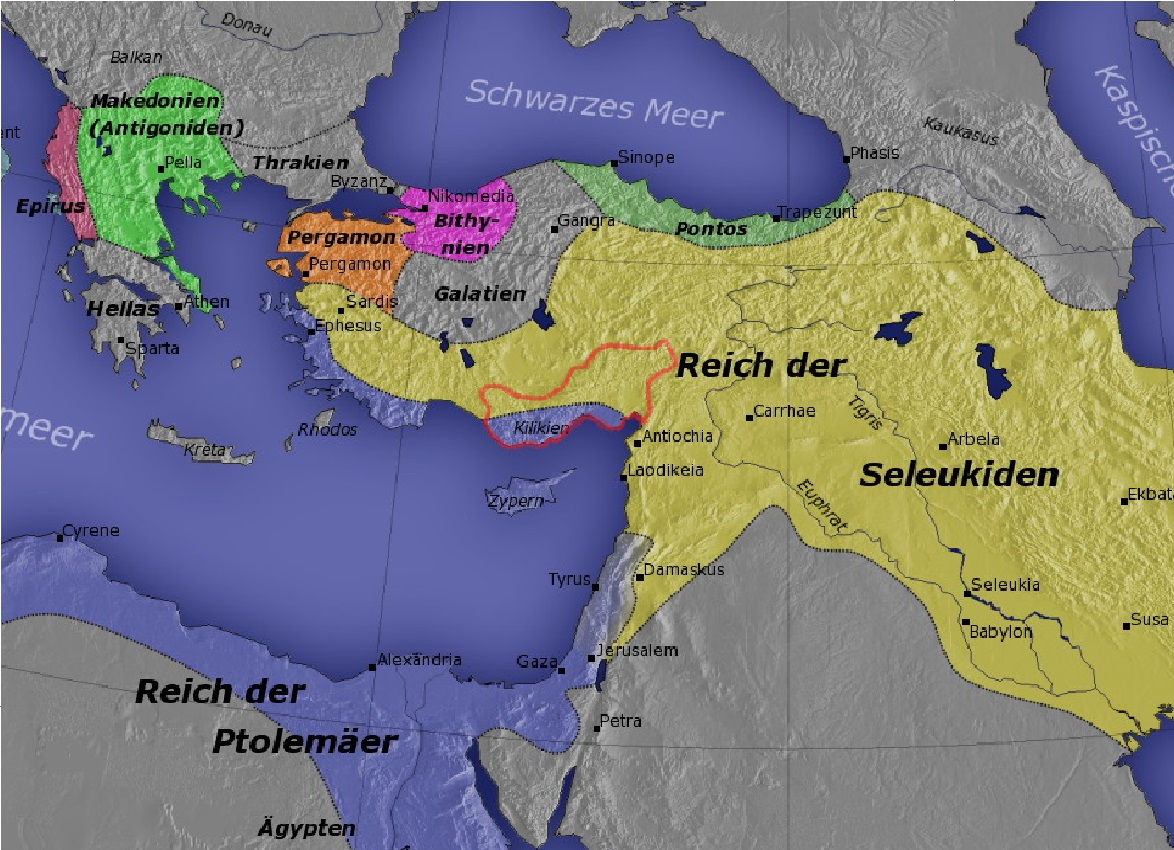
Partage de la Cilicie entre l'Empire Séleucide et Ptolémaïque vers 270 av. J.-C.

En 304, les quatre principaux Diadoques restants (Lysimaque, Cassandre, Seleucos et Ptolémée) s'unissent pour vaincre Antigone. Après la mort de celui-ci, en 301, lors de la bataille d'Ipsos, un nouveau partage de l'empire a lieu. La Cilicie (en dehors de ses côtes qui appartiennent à Ptolémée) est donnée à un frère de Cassandre : Pleistarchos. Sa petite principauté ne sera qu'éphémère. En 299, Démétrios Poliorcète accoste sur ses terres, Pleitarchos va s'en plaindre à son frère. Profitant de cette absence, Démétrios qui agit en pleine confiance (car il est allié par le mariage d'une de ses filles avec Séleucos) envahit la Cilicie et refuse ensuite de la rendre à Pleistarchos contre une somme d'argent. Séleucos ne voulant pas que Démétrios ait des bases maritimes près de ses États, va lui demander la Cilicie.

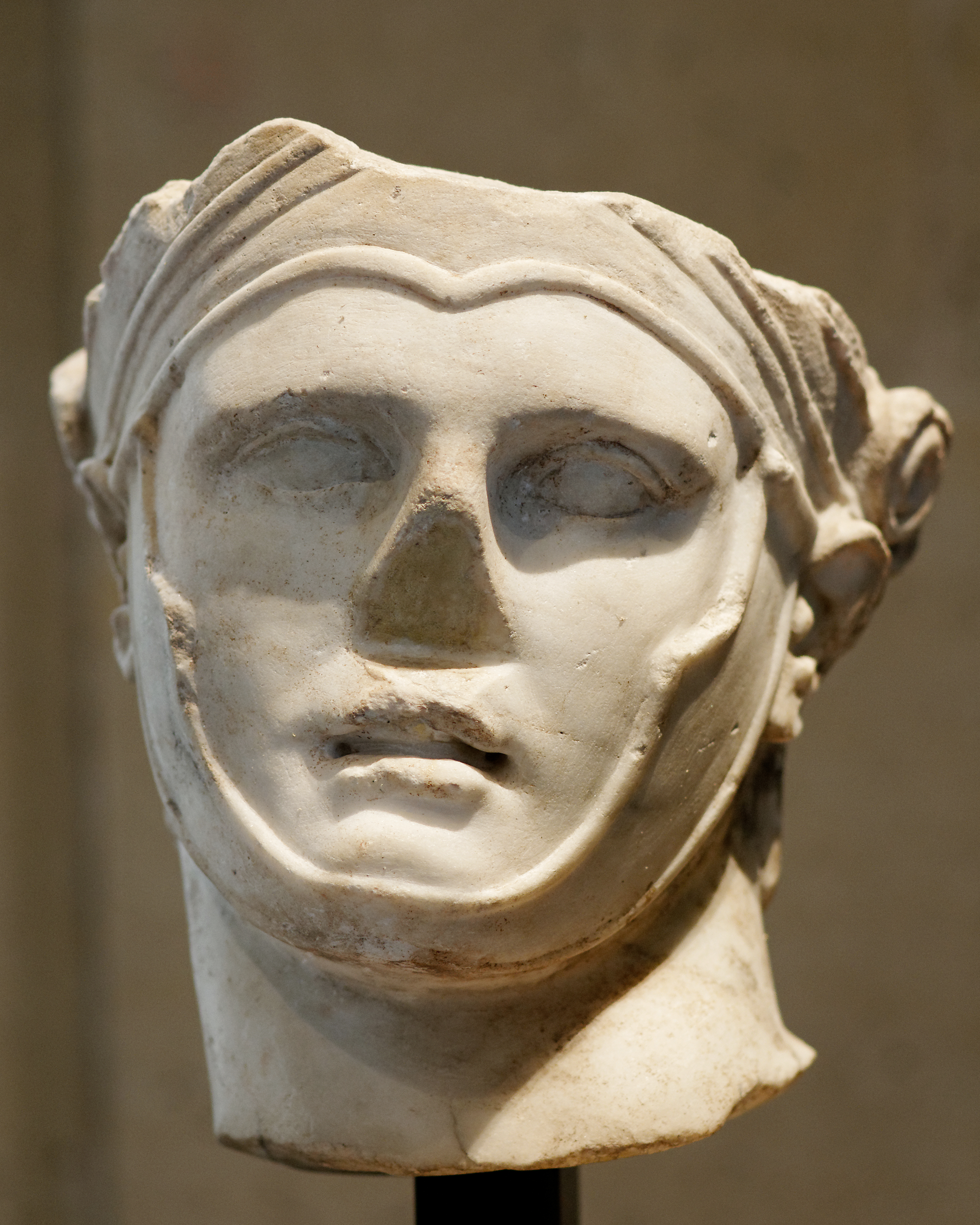
Copie romaine d'un buste de Séleucos, musée du Louvre.

Démétrios va rapidement repartir vers la Grèce, Séleucos en profite et prend le contrôle de la Cilicie en 298. Mais il semble que les côtes de Cilicie ne lui appartiennent pas, elles sont conquises par les Lagides entre 295 et 280. Démétrios revient en Cilicie après avoir été chassé de Grèce, il cherche à passer en Cilicie pour trouver des ressources, il se réfugie dans les forteresses du mont Taurus, mais ses troupes sont touchées par la peste et la famine. Seleucos envoie une armée contre lui, ils s'affrontent, Démétrios est vaincu et se remet à Séleucos en 285,.
La Cilicie fût durant toute l'époque hellénistique un enjeu majeur entre les Lagides, présent dès le début du IIIe siècle en Cilicie Trachée et les Séleucides. Le royaume de Séleucos s'appuyant sur les institutions et l'élite achéménide, le système de satrapie fut sans doute conservé. Cependant le manque de sources ne nous permet pas d'affirmer que la satrapie de Cilicie existait encore durant l'ère séleucide, ou si celle-ci était rattachée à la Syrie du nord. Nous n'avons mention que d'un « stratège de Cilicie » en 246, Aribazos, mais rien n'indique s'il agissait d'un satrape, ou d'un simple commandant militaire. Concernant l'administration lagide sur le littoral perse de l'ancienne satrapie, cette province semble gouvernée par un stratège.

## Listes des satrapes depuis333
| Satrape (ou roi)     | Durée de la fonction | Remarques |
| -------------------- | -------------------- | --- |
| Balacre              | 333-324              | Nommé par Alexandre lors de la conquête. Il meurt contre les Pisidiens en 324 |
| Harpale              | 324                  | Harpale semble avoir conçu un royaume éphémère, de la Mésopotamie aux côtes phéniciennes et ciliciennes. |
| Philotas             | 324-321              | Nommé satrape en 324, il est reconfirmé à l'issue du partage de Babylone en 323. |
| Philoxène            | 321-318              | Il obtient cette satrapie à l'issue du partage de Triparadisos en 321. |
| Eumène               | 318-316              | Il est nommé Satrape d'Asie (et donc de Cilicie) par Polyperchon. |
| Antigone             | 316-301              | Assassinat d'Eumène par Antigone qui devient satrape d'Asie (Asie Mineure et Mésopotamie). Il est le dernier satrape macédonien. |
| Pleistarchos         | 301-299              | À la suite du partage du territoire d'Antigone après sa défaite à la bataille d'Ipsos, Pleistcarchos, frère de Cassandre devient le chef de la principauté éphémère de Cilicie. Cependant, la partie littorale de la Cilicie est contrôlé par Ptolémée. |
| Ptolémée Ier         | 301-283              | Il ne contrôle cependant qu'une petite partie de la Cilicie, l'ouest, et quelques ports de la Cilicie. |
| Démétrios Poliorcète | 299-298              | Il envahit la Cilicie avec l'accord de Séleucos. Il l'abandonne quand il part vers l'Asie. |
| Séleucos Ier         | 298-281              | Avec le partage de 297, la majeure partie de la Cilicie revient à l'empire séleucide. |

### Sources antiques
- Arrien, Anabase
- Diodore de Sicile, Bibliothèque Historique, XI, XVII, XVIII, XIX
- Plutarque, Vies Parallèles, Vie d'Eumène
- Plutarque, Vies Parallèles, Vie de Démétrios
- Quinte-Curce, L'Histoire d'Alexandre
- Strabon, Géographie.
- Xénophon, Cyropédie